# 센테시 라자르
센테시 라자르(헝가리어: Szentes Lázár, 톨너 주 보니하드 ~)는 1970년대부터 1980년대까지 활약한 헝가리의 전직 축구 선수이다. 그는 1982년 월드컵에 헝가리 국가대표팀 일원으로 참가했다. 1982년부터 1983년까지 그는 헝가리 국가대표팀 6경기에 출전해 3골을 기록했다.

## 참고 문헌
- Ki kicsoda a magyar sportéletben?, III. kötet (S–Z). Szekszárd, Babits Kiadó, 1995, 147. o., ISBN 963-495-014-0
- NS online 프로파일 (헝가리어)